# Twila Paris
Twila Paris (Fort Worth, 28 de dezembro de 1958) é uma cantora, compositora e pianista estadunidense de música cristã contemporânea.

## Discografia

### Álbuns
- 1965: Little Twila Paris
- 1981: Knowin' You're Around
- 1982: Keepin' My Eyes On You
- 1984: The Warrior Is a Child
- 1985: Kingdom Seekers
- 1987: Same Girl
- 1988: For Every Heart
- 1989: It's the Thought... (Christmas album)
- 1990: Cry for the Desert
- 1991: Sanctuary
- 1992: A Heart That Knows You
- 1993: Beyond a Dream
- 1995: The Time Is Now (EP)
- 1996: Where I Stand
- 1998: Perennial: Songs for the Seasons of Life
- 1999: True North
- 2001: Bedtime Prayers, Lullabies and Peaceful Worship (children's album)
- 2003: House of Worship
- 2005: He Is Exalted: Live Worship
- 2007: Small Sacrifice
- 2014: Hymns (EP)

#### Compilações
- 1996: The Early Years (selections from Kingdom Seekers and Same Girl)
- 2000: Signature Songs
- 2001: Greatest Hits: Time & Again
- 2004: 8 Great Hits
- 2005: Simply
- 2006: Ultimate Collection
- 2012: God Shed His Grace (with two new tracks)
- 2014: 20th Century Masters - The Millennium Collection

### Top-ten singles (Adult Contemporary Christian Charts)
- No. 1 "The Warrior is a Child" (1984-11-02)
- No. 2 "Do I Trust You" (1984-12-26)
- No. 1 "Runner" (1986-04-01)
- No. 2 "Lamb of God" (1986-06-25)
- No. 10 "He is Exalted" (1986-10-20)
- No. 1 "Prince of Peace" (1987-09-07)
- No. 7 "Holy is the Lord" (1987-11-16)
- No. 2 "Bonded Together" (1988-03-21)
- No. 4 "Send Me" (1988-06-13)
- No. 1 "Every Heart That is Breaking" (1988-10-31)
- No. 1 "True Friend" (1989-02-06)
- No. 3 "Never Ending Love" (1989-05-15)
- No. 1 "Sweet Victory" (1989-09-04)
- No. 1 "I See You Standing" (1990-09-17)
- No. 6 "How Beautiful" (1991-01-07)
- No. 7 "Cry For the Desert" (1991-03-18)
- No. 1 "Nothing But Love" (1991-07-22)
- No. 7 "Undivided Heart" (1991-10-14)
- No. 1 "The Joy of the Lord" (1992-02-10)
- No. 1 "I'm Still Here" (with Bruce Carroll) (1992-05-25)
- No. 1 "Destiny" (1993-01-18)
- No. 5 "A Heart That Knows You" (1993-04-12)
- No. 1 "God is in Control" (1994-02-21)
- No. 1 "Neither Will I" (1994-06-13)
- No. 2 "Watch and Pray" (1994-09-19)
- No. 4 "Seventy Years Ago" (1995-01-23)
- No. 1 "The Time is Now" (1995-04-24)
- No. 4 "Faithful Friend" (with Steven Curtis Chapman) (1996-05-13)
- No. 1 "(I Am) Not Afraid Anymore" (1996-08-26)
- No. 1 "Run to You" (1999-10-25)